# Osso di seppia

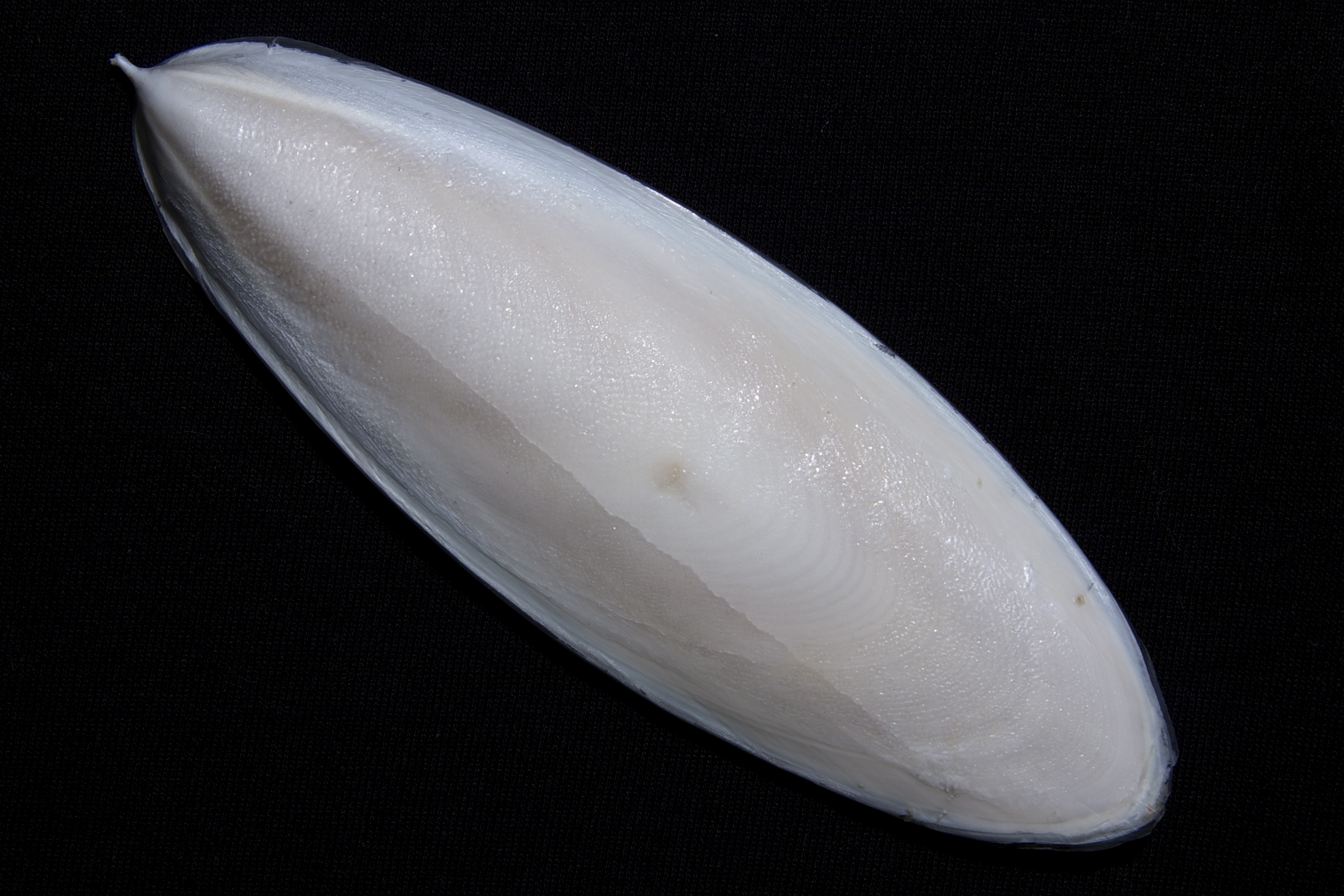
Visione dall'alto (dorsale)

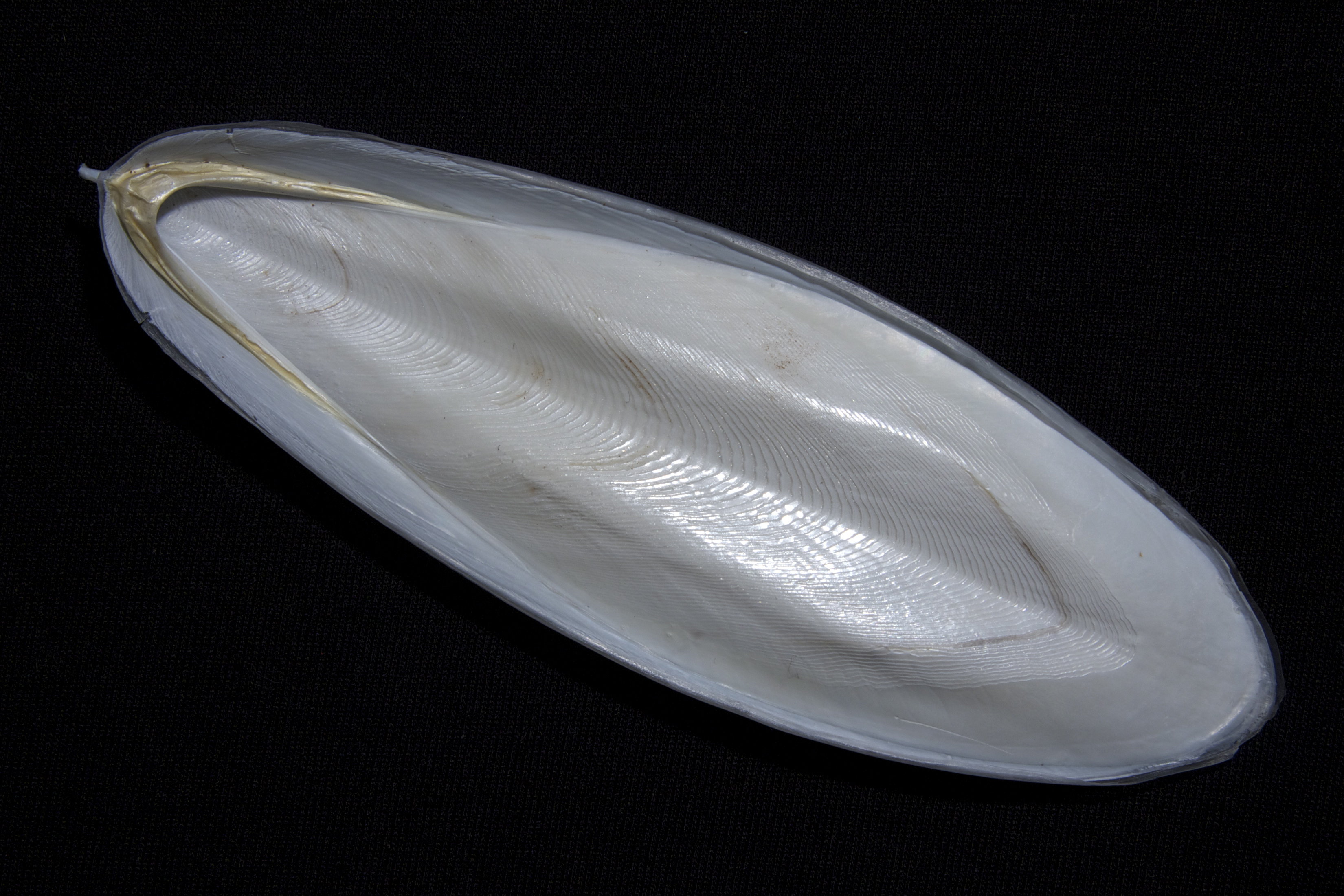
Visione dal basso (ventrale)

L'osso di seppia, detto anche sepion o sepiostario, è la caratteristica conchiglia interna calcarea delle seppie.
Di forma ellissoide-lanceolata, biconvessa, con margini taglienti, è costituita per l'80-85% di carbonato di calcio, da fosfati, da sostanza gelatinosa e da acqua. Grazie alle variazioni di volume del gas racchiuso nelle sue concamerazioni, consente alle seppie di regolare la loro galleggiabilità.

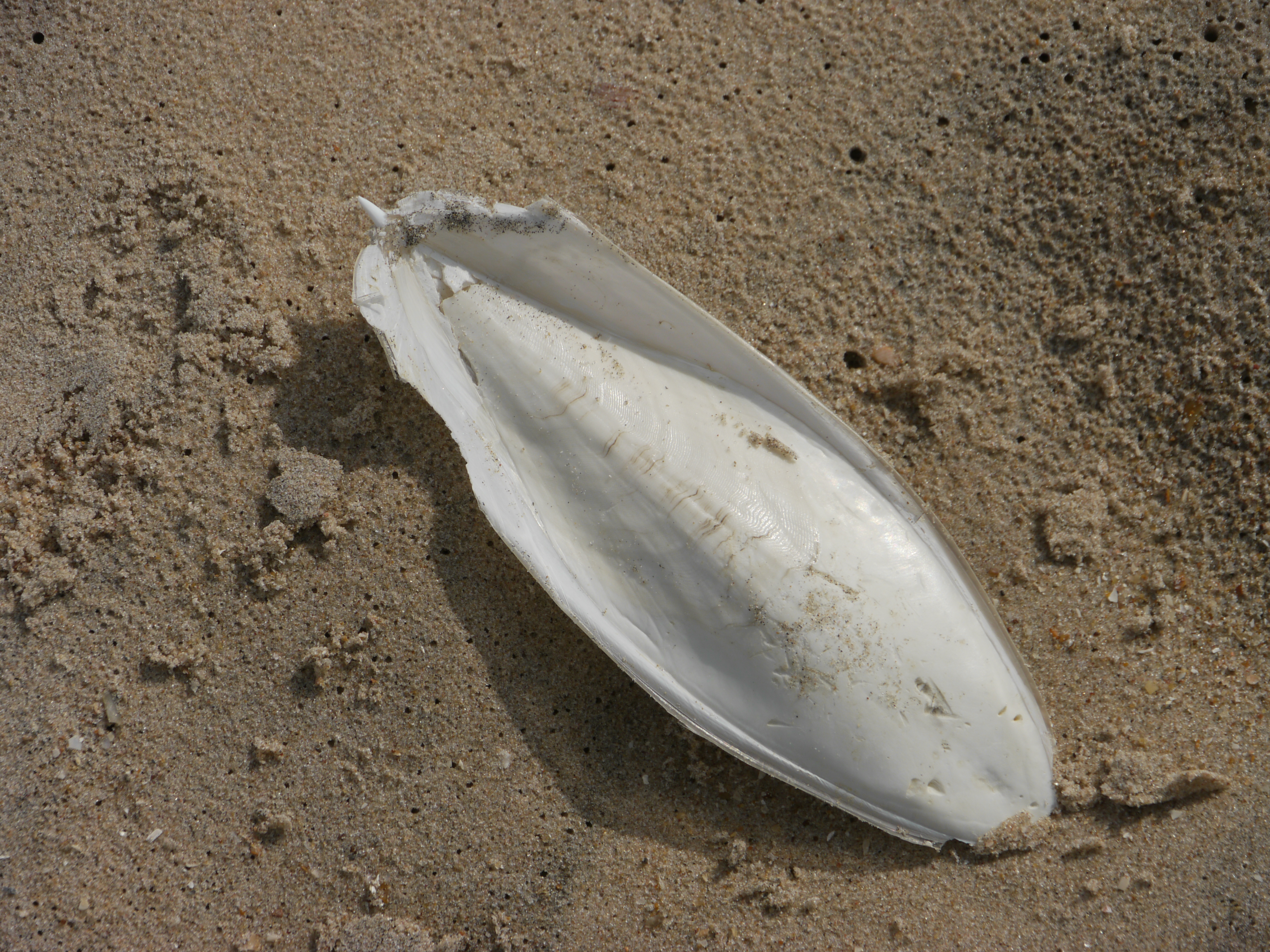
Osso di seppia su una spiaggia

## Usi
L'osso di seppia è spesso utilizzato come integratore nella dieta degli uccelli in cattività, in quanto, grazie all'elevato contenuto di carbonato di calcio, contribuisce alla fortificazione delle ossa ed è essenziale per i soggetti in cova, favorendo la formazione del guscio delle uova.
Anche per le tartarughe è utilizzato come integratore di calcio per rafforzare il guscio durante la crescita. 
Gli ossi di seppia, soprattutto quelli di grandi dimensioni, vengono utilizzati anche in oreficeria per costruire stampi da utilizzare per la realizzazione di gioielli tramite fusione. Dopo aver spianato due ossi di seppia da un singolo lato (con l'ausilio della carta smeriglio) viene inserito un modello all'interno (es. un anello già finito). I due ossi di seppia vengono schiacciati tra di loro in modo da far imprimere la forma del modello all'interno di essi. In seguito vengono realizzati i canali di sfogo ed il canale di ingresso da dove verrà colato il metallo fuso.